# Oosterhamrikkanaal
Het Oosterhamrikkanaal of (minder frequent) Oosterstadshamrikkanaal is een voormalig scheepvaartverbinding in de Nederlandse stad Groningen. Het kanaal loopt tussen het Van Starkenborghkanaal in het oosten en  het Ebbingekwartier (Bloemsingel) in het westen. Bij het Ebbingekwartier bevindt zich de voormalige zwaaikom, een restant van de stadsgracht. Aan zuidoostzijde sluit het aan op het voormalige Gorechtkanaal. Het kanaal scheidt de Korrewegwijk in het noorden van de Oosterparkwijk in het zuiden. De wegen aan noord- en zuidzijde worden aangeduid als Oosterhamrikkade.
Over het kanaal liggen drie bruggen: de Oliemuldersbrug in het oosten, de Zaagmuldersbrug in het midden en de Kapteynbrug in het westen. Aan de kant van het Ebbingekwartier bevindt zich het vroegere Infoversum. Andere beeldbepalende gebouwen aan het kanaal zijn woontoren De Groenling (2012) en de Wielewaalflat (1957, gemeentelijk monument).

## Geschiedenis
De naam van het kanaal verwijst naar het Oosterstadshamrik, de hamrik (marke) ten oosten van de stad Groningen, die in de middeleeuwen deels onderdeel vormde van de stadsvrijheid of stadstafel; het deel van de stad buiten de stadsmuren tot aan de banmijl. 
In 1918 moest Mulock Houwers Plan van Uitleg van 1906 gewijzigd worden vanwege de wens tot uitbreiding van het Academisch Ziekenhuis. Daarvoor moest de oostelijke vestinggracht, die dienst deed als verbindingskanaal tussen het Boterdiep en Damsterdiep, worden gedempt en moest ter vervanging daarvan verder naar het oosten een nieuwe waterweg komen. Het door Mulock Houwer reeds geplande Gorechtkanaal kon daar deels voor gebruikt worden en haaks daarop werd een vaarverbinding van het Gorechtkanaal naar de gasfabriek geprojecteerd: het Oosterhamrikkanaal. Rond 1919 werd het Gorechtkanaal gegraven en de aanleg van het Oosterhamrikkanaal begon enkele jaren later. Dit westelijke deel van het Oosterhamrikkanaal werd in 1924 voltooid waarna het dempen van de voormalige oostelijke vestinggracht kon beginnen.

Toen in 1928 begonnen werd met de aanleg van het Van Starkenborghkanaal werd ook een aanvang gemaakt met de aanleg van het oostelijk deel van het Oosterhamrikkanaal zodat deze daar op aan kon sluiten. Na voltooiing van beide kanalen in 1938 werd het Gorechtkanaal overbodig.
Waar van de industrialisatie rond het Gorechtkanaal, naar het plan van Mulock Houwer, uiteindelijk niets terechtkwam, werden de kades van het Oosterhamrikkanaal, zoals aangegeven in het stadsuitbreidingsplan van Schut en Berlage van 1932, wel grotendeels gevuld met handels- en industriebedrijven. Ook lag van 1933 tot 1971 het Bodenterrein aan het kanaal. Anno 2021 zijn de meeste bedrijfspanden aan het Oosterhamrikkanaal afgebroken om plaats te maken voor woningbouw.  
Het Oosterhamrikkanaal werd vooral gebruikt als aanvoerroute van steenkolen voor de gasfabriek. In latere jaren werd het kanaal gebruikt voor de aanvoer van zand voor de cementfabrieken Groninger Mortel Centrale en Betonmortel Installatie Groningen (B.I.G.). Daarna nam de vrachtvaart af en ook overwinterden veel vrachtschepen in de haven van Rotterdam, waardoor er steeds minder vrachtschepen het kanaal aandeden. In de decennia daarna verdween langzamerhand de bedrijvigheid en kwamen steeds meer panden leeg te staan.
In 1967 werd in het kader van het nooit uitgevoerde Plan Goudappel besloten om het kanaal te dempen om er een nieuwe vierbaansweg naar de wijken Beijum en Lewenborg overheen te kunnen leggen. Uiteindelijk werd alleen het uiterst westelijke deel (van de 'zwaaikom' tot het Boterdiep) gedempt. In 1973 werd namelijk besloten om in plaats van het kanaal te dempen een vrije busbaan langs het kanaal aan te leggen naar de nieuwe wijken. Dit Oosterhamriktracé werd in 1976 gepresenteerd in het rapport Groningen Groeistad. Het tracé werd uiteindelijk aangelegd tussen 1982 en 1986. Voor het tracé moesten een groot aantal woonschepen worden verplaatst naar het Oude Winschoterdiep.
Begin 21e eeuw werd het kanaal schoongemaakt van zwaar vervuild baggerslib. Deze verontreiniging was vooral veroorzaakt door de vroegere gasfabriek en bestrijdingsmiddelenfabrikant Aagrunol. Het Oosterhamrikkanaal was destijds het meest vervuilde kanaal van Groningen. In 2003 werd ten westen van de Kapteynbrug een dam met een stuw aangelegd, die het kanaal sindsdien in tweeën splijt. Deze stuw is onderdeel van een watercirculatiesysteem genaamd 'Watermolen' dat het deel aan de kant van het Ebbingekwartier verbindt met het Noorderplantsoen en zo zorgt voor een betere circulatie van het oppervlaktewater. Bij de Bloemsingel is in 2016 een stadstrand aangelegd, ter grootte van 4000 m².
In 2011 waren er plannen om de Oliemuldersbrug te vervangen door een dam voor de aanleg van een van de tramlijnen van de RegioTram Groningen. Na protest van omwonenden ging dit plan echter niet door. De plannen voor de tram werden een jaar later afgeblazen.
Begin 21e eeuw werden ook diverse plannen gemaakt voor nieuwe woningbouw langs het kanaal. Voor de Oosterhamrikkade langs het kanaal is een waterfront gepland met onder andere nieuwe starterswoningen en stadsvilla's. In 2012 werd De Groenling gebouwd op de hoek van het Oosterhamrikkanaal met het Gorechtkanaal. Deze woontoren met jongerenappartementen van 19 verdiepingen vormt sindsdien een prominent markeringspunt langs het kanaal. In 2016 werd er gewerkt aan de realisatie van de nieuwe wijk De Stadswerf op de kruising van het Oosterhamrikkanaal met het Van Starkenborghkanaal.

## Galerij

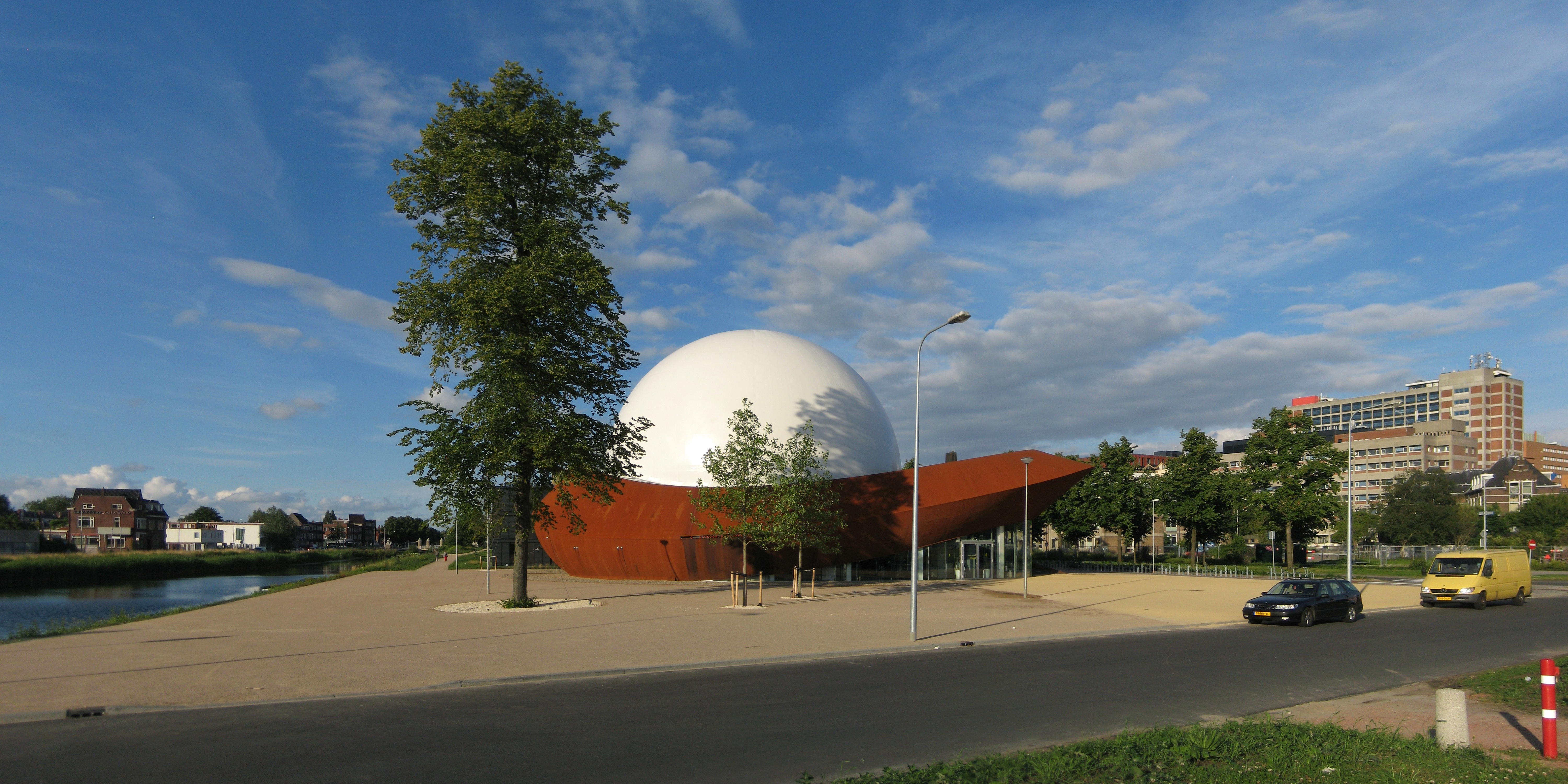
Infoversum met links het kanaal
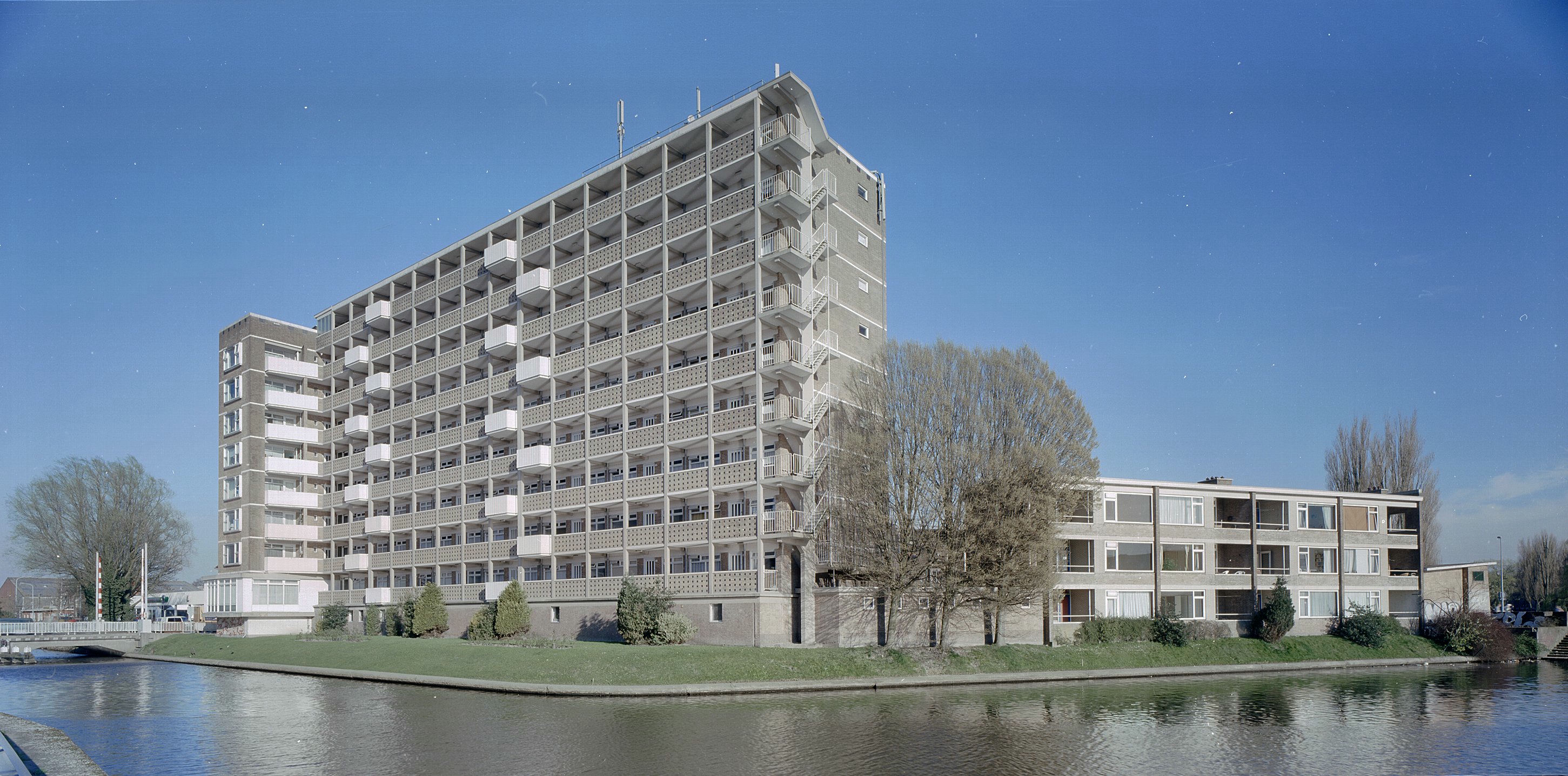
Wielewaalflat met het kanaal op de voorgrond
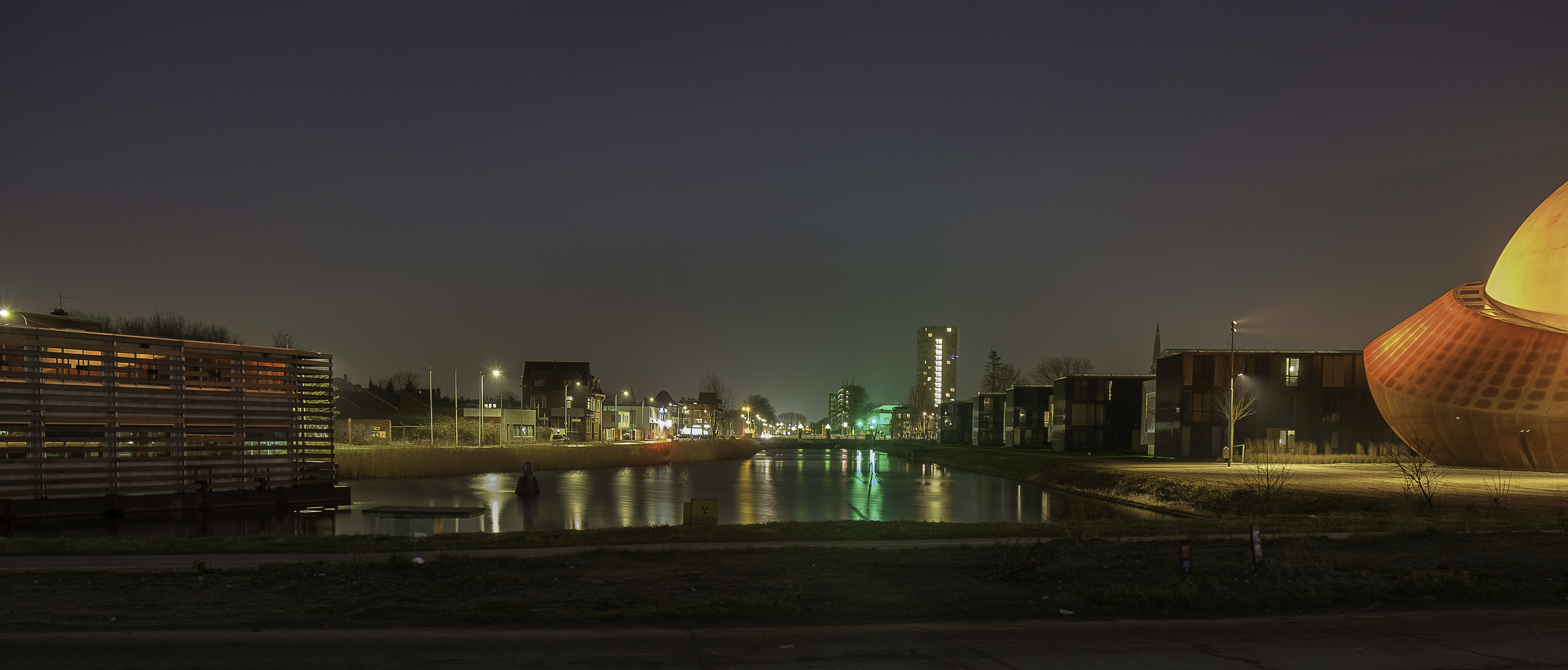
Oosterhamrikkanaal vanaf Ebbingekwartier bij avond met links het gebouw van Platform voor Groningen Architectuur en Stedenbouw (GRAS) en rechts het Infoversum
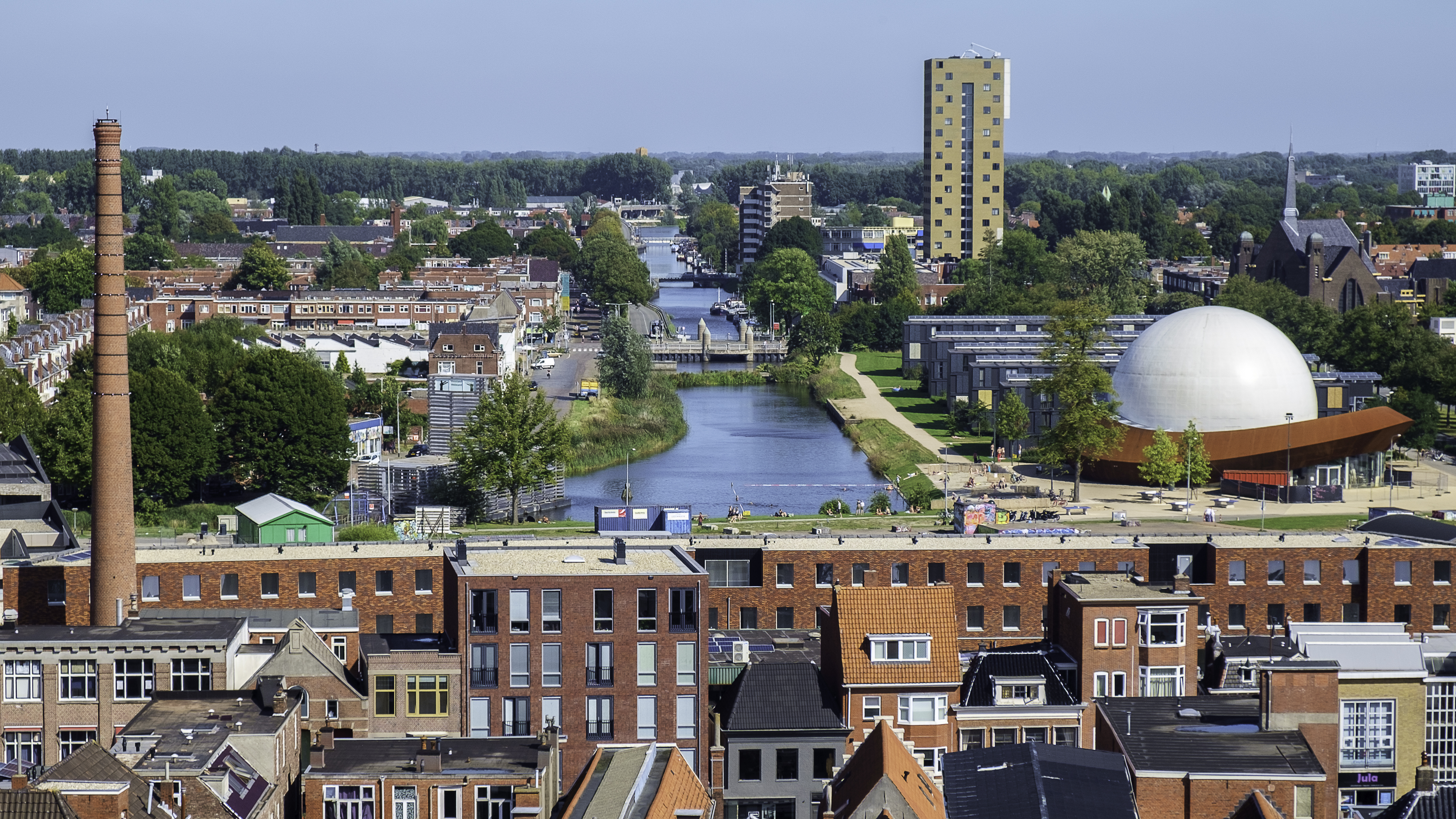
Het kanaal vanaf de toren van de Nieuwe Kerk. Op de voorgrond het stadsstrand.
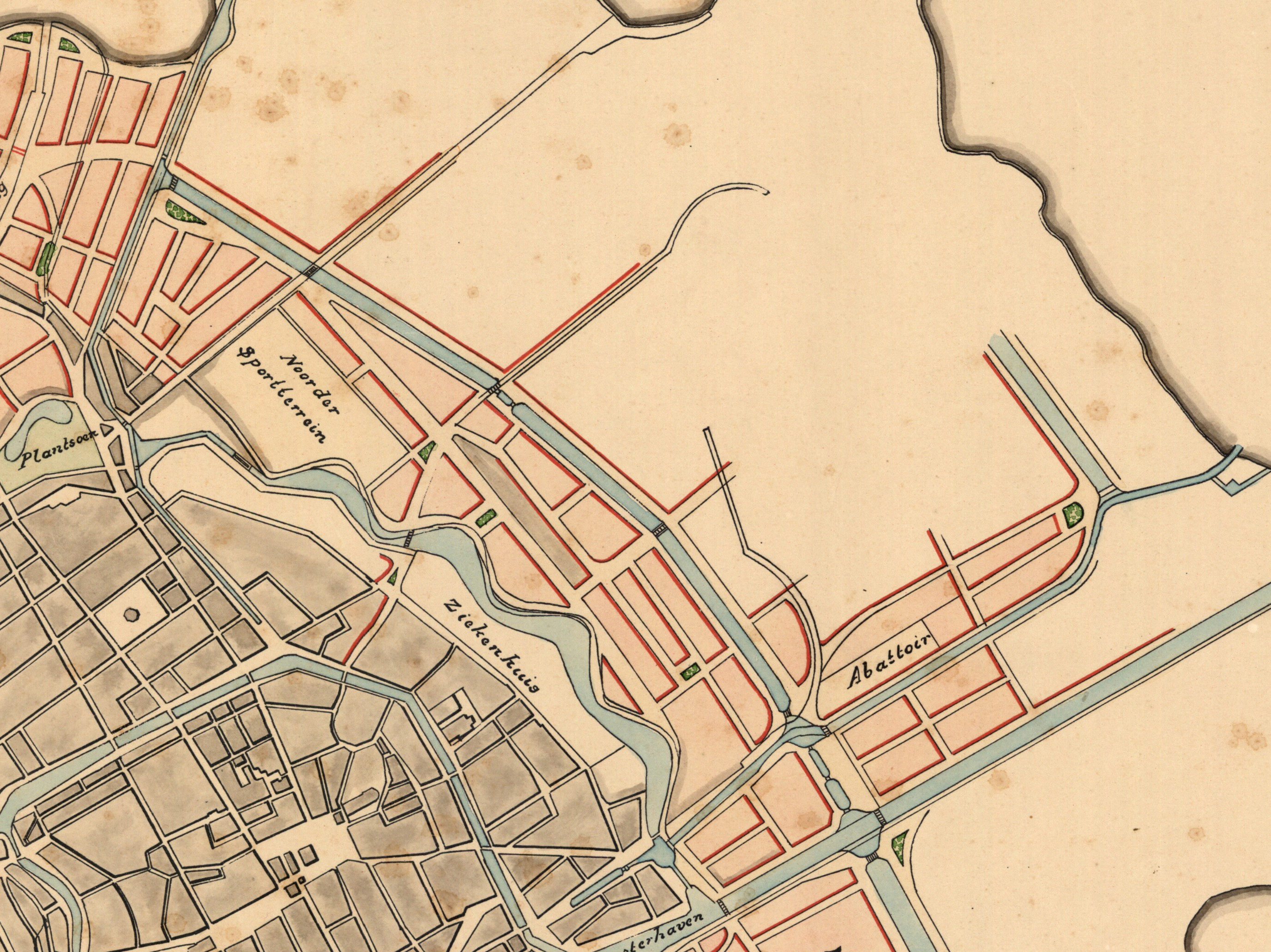
Uitsnede van het Plan van Uitleg van 1906. Het Gorechtkanaal is gepland van het Damsterdiep tot aan het Boterdiep. Het 'Verbindingskanaal' (de voormalige oostelijke vestinggracht) blijft in dit plan bestaan en van het Oosterhamrikkanaal is nog geen sprake.
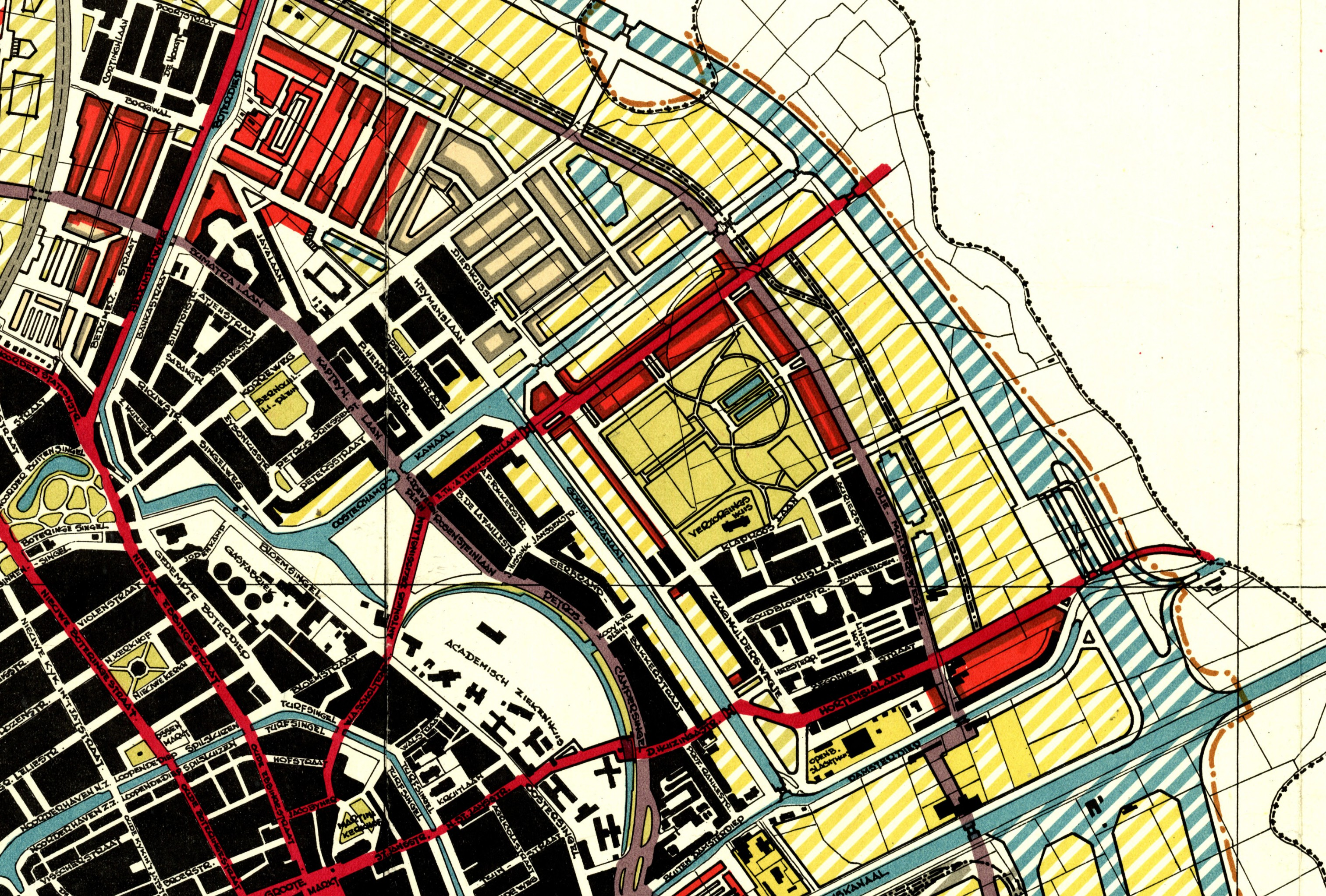
In het plan van uitbreiding van Schut en Berlage (1928-1932) vervalt het noordelijk deel van het geplande Gorechtkanaal. Het nog niet gerealiseerde oostelijk deel van het Oosterhamrikkanaal is, net als het nog niet voltooide Van Starkenborghkanaal, gearceerd weergegeven.